# Mauro Dufner
Mauro Dufner (* 14. Februar 1995) ist ein Schweizer Eishockeyspieler, der seit Juli 2025 erneut beim SC Rapperswil-Jona Lakers aus der Schweizer National League unter Vertrag steht und dort auf der Position des Verteidigers spielt. Zuvor war Dufner bereits einmal für Rapperswil-Jona sowie den SC Bern, EHC Biel, Genève-Servette HC und Fribourg-Gottéron in derselben Liga aktiv.

## Karriere

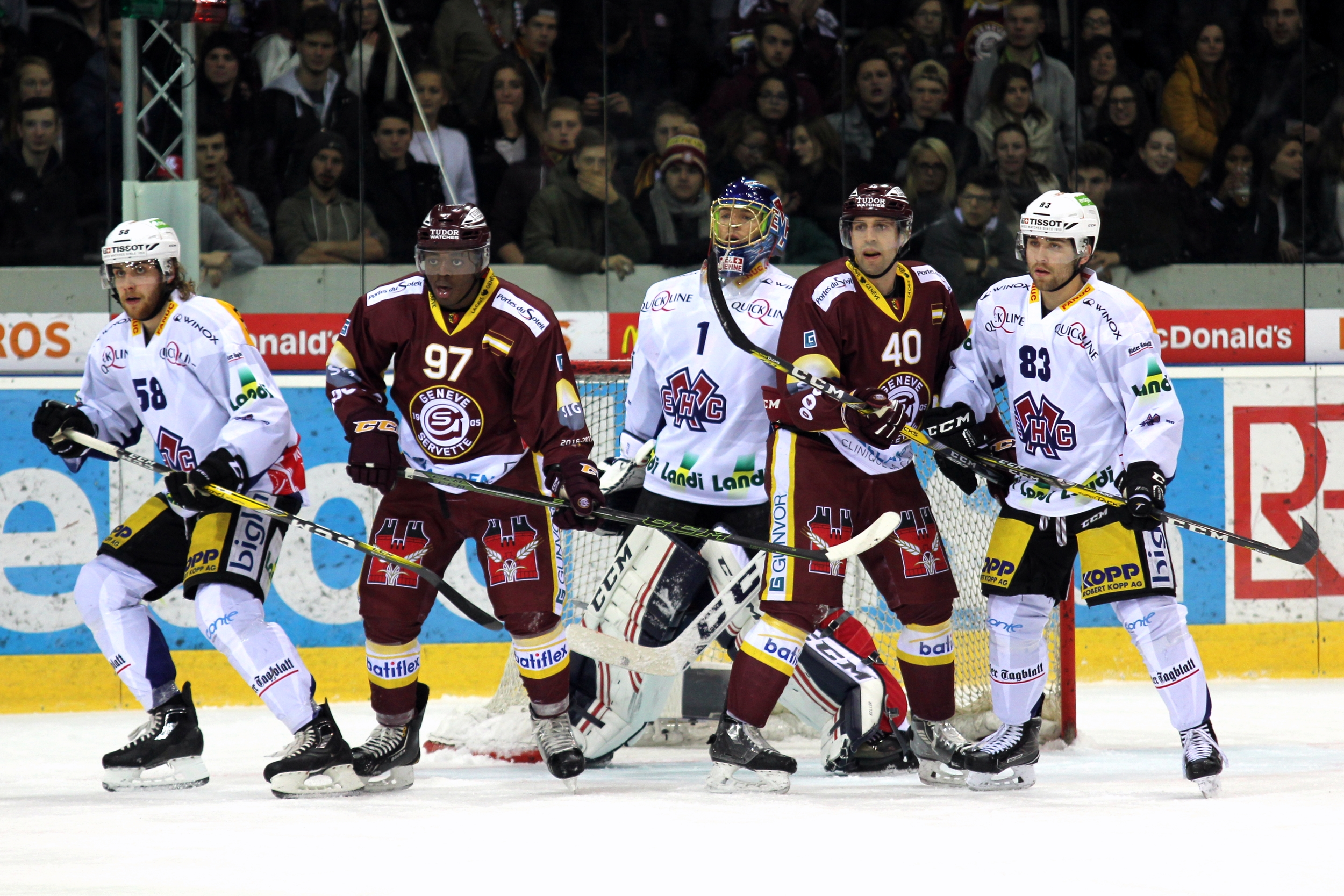
Dufner (rechts) im Trikot des EHC Biel (2016)

Dufner durchlief die Juniorenabteilung des PIKES EHC Oberthurgau, bevor er im Sommer 2012 zu den Elite-Junioren des SC Bern wechselte. Dort kam der Verteidiger in der Saison 2013/14 zu seinem Debüt in der National League A (NLA) und feierte 2015 mit dem Gewinn des Schweizer Cups seinen ersten grossen Titel. Zur Spielzeit 2015/16 folgte der Wechsel zum Kantons- und Ligarivalen EHC Biel. Beim EHCB verbrachte Dufner etwas mehr als drei Spieljahre.
Anfang Dezember 2018 einigten sich der EHC Biel und der Genève-Servette HC auf ein Tauschgeschäft. Während Dufner nach Genf wechselte, erhielten die Bieler im Gegenzug Will Petschenig. Der Abwehrspieler absolvierte lediglich 16 Partien für den GSHC und verliess den Klub bereits im Sommer 2019 wieder. Vom Sommer 2019 an spielte Dufner zwei Jahre bis 2021 für die SC Rapperswil-Jona Lakers, wurde aber vereinzelt auch beim HC Thurgau in der Swiss League eingesetzt. Ab Juli 2021 stand er beim Ligakonkurrenten Fribourg-Gottéron unter Vertrag und war dort vier Spielzeiten lang aktiv. In diesem Zeitraum gewann Dufner mit Fribourg am Jahresende 2024 die 96. Auflage des traditionsreichen Spengler Cups. Im Sommer 2025 kehrte er zu den Rapperswil-Jona Lakers zurück.

### International
Auf internationaler Ebene spielte Dufner bei der U18-Junioren-Weltmeisterschaft 2013. Darüber hinaus gehörte er allen Jahrgänge zwischen der U16 und U20 an. In der Spielzeit 2018/19 debütierte er in der Schweizer A-Nationalmannschaft.

## Erfolge und Auszeichnungen
- 2014 Schweizer U20-Juniorenmeister mit dem SC Bern
- 2015 Schweizer Cupsieger mit dem SC Bern
- 2024 Spengler-Cup-Gewinn mit Fribourg-Gottéron

## Karrierestatistik
Stand: Ende der Saison 2024/25

### International
Vertrat die Schweiz bei:
- U18-Junioren-Weltmeisterschaft 2013

(Legende zur Spielerstatistik: Sp oder GP = absolvierte Spiele; T oder G = erzielte Tore; V oder A = erzielte Assists; Pkt oder Pts = erzielte Scorerpunkte; SM oder PIM = erhaltene Strafminuten; +/− = Plus/Minus-Bilanz; PP = erzielte Überzahltore; SH = erzielte Unterzahltore; GW = erzielte Siegtore; 1 Play-downs/Relegation; Kursiv: Statistik nicht vollständig)